# Geissorhiza intermedia
Geissorhiza intermedia är en irisväxtart som beskrevs av Peter Goldblatt. Geissorhiza intermedia ingår i släktet Geissorhiza och familjen irisväxter. Inga underarter finns listade i Catalogue of Life.